# Tybetańscy Wolontariusze na rzecz Zwierząt
Tybetańscy Wolontariusze na rzecz Zwierząt (ang. Tibetan Volunteers for Animals) – pozarządowa, niedochodowa organizacja diaspory tybetańskiej, zajmująca się propagowaniem wegetarianizmu.
Została utworzona w 2002 w Mysore przez Rapsela i Dżampela Rinzinga. Działa na rzecz popularyzacji diety jarskiej, organizuje kampanie, których tematem są prawa zwierząt. Jej członkowie pracują głównie w obozach uchodźczych w Indiach i Nepalu. Poprzez wystawy odpowiednio dobranych fotografii, czy sugestywne, zawierające często bardzo brutalne sceny filmy starają się skłonić możliwie jak największą liczbę odbiorców do podpisania specjalnej deklaracji zobowiązującej do niespożywania mięsa. Informują także o przekazywaniu tak powstałych list Dalajlamie.
W Radzie Powierniczej TVA zasiada m.in. Samdhong Rinpocze, były kalon tripa.